# Wendy Wasserstein
Pour les articles homonymes, voir Wasserstein.
Wendy Wasserstein (née le 18 octobre 1950 et décédée d'un cancer le 30 janvier 2006 au Memorial Sloan Kettering Hospital de New York), est une dramaturge américaine.
On lui doit notamment Les Chroniques de Heidi (The Heidi Chronicles), une pièce qui lui a valu le prix Pulitzer et le Tony Award de la meilleure pièce en 1989, et Les Sœurs Rosensweig (The Sisters Rosensweig) nommé aux Tony Awards en 1993.